# Adam Walsh
Adam Walsh (Churchville, 4 dicembre 1901 – Westwood, 13 gennaio 1985) è stato un allenatore di football americano statunitense.